# La Paz (település, Bolívia)
La Paz (eredeti teljes nevén Nuestra Señora de La Paz, a Miaszonyunknak a Béke Úrnőjének városa, ajmara nyelven Chuquiyapu). La Paz megye székhelye, Bolívia adminisztratív fővárosa.  A 2001-es népszámlálás szerint La Paz lakossága mintegy egymillió fő volt; agglomeráció nélkül az ország 3. legnagyobb városa.
1548-ban Alonso de Mendoza spanyol konkvisztádor alapította egy inka település helyén.

## Fekvése
La Paz a Titicaca-tótól kb. 68 km-re délkeletre található, egy széles kanyonban épült, amelyet a Choqueyapu folyó hozott létre (ma többnyire át van szabályozva), amely északnyugatról délkeletre húzódik. A város főútvonala nagyjából követi a folyót.
Maga a város 3500-4000 méter tengerszint feletti magasságban, az Altiplanón fekszik. Átlagos magassága 3650 méter, amellyel a világ legmagasabban fekvő fővárosa.

## Története

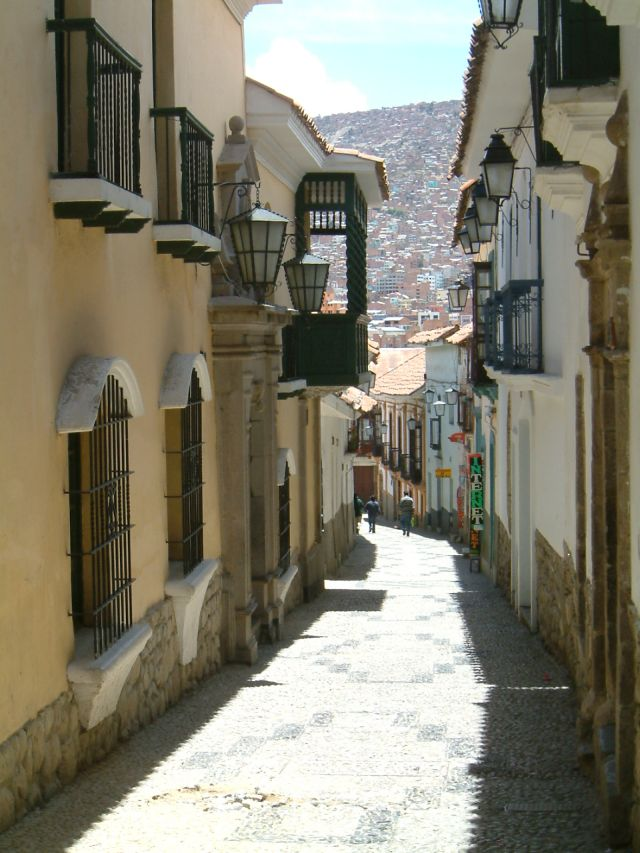
Egy régi utca La Pazban

La Paz városát 1548-ban Alonso de Mendoza alapította, előtte ezen a területen állt a Chuquiago nevű település. A város neve arra a békére emlékeztet, amely azt a két évvel korábban kitört lázadást követte, melyben Gonzalo Pizzaro és társai fellázadtak Peru spanyol alkirálya Blasco Núñez Vela ellen. 1825-ben a dél-amerikai függetlenségi háború során az ayacuchói csatában a köztársasági erők döntő győzelmet arattak a spanyol sereg felett. Ennek emlékére a város teljes nevét La Paz de Ayacuchora azaz ayacuchói békére változtatták. 1898-ban La Paz lett az ország tényleges kormányzati székhelye, míg az addigi főváros (Sucre) csak névleges főváros maradt. Ez a változás annak következtében állt be, hogy Potosí ezüstbányái nagyrészt kimerültek és Bolívia gazdasága egyre inkább az Oruro melletti ónbányák termelésére alapult. Ennek eredményeképpen megváltoztak a vezető politikai és gazdasági elitek közötti hatalmi viszonyok.

## Éghajlata
Szubtrópusi magashegységi éghajlata van (a Köppen éghajlati osztályozása szerint Cwc). Csapadékos nyarak (nov-már.) és száraz telek jellemzik. Az éjszakai hőmérséklet hideg, télen fagyok is megjelennek. 

## Képgaléria

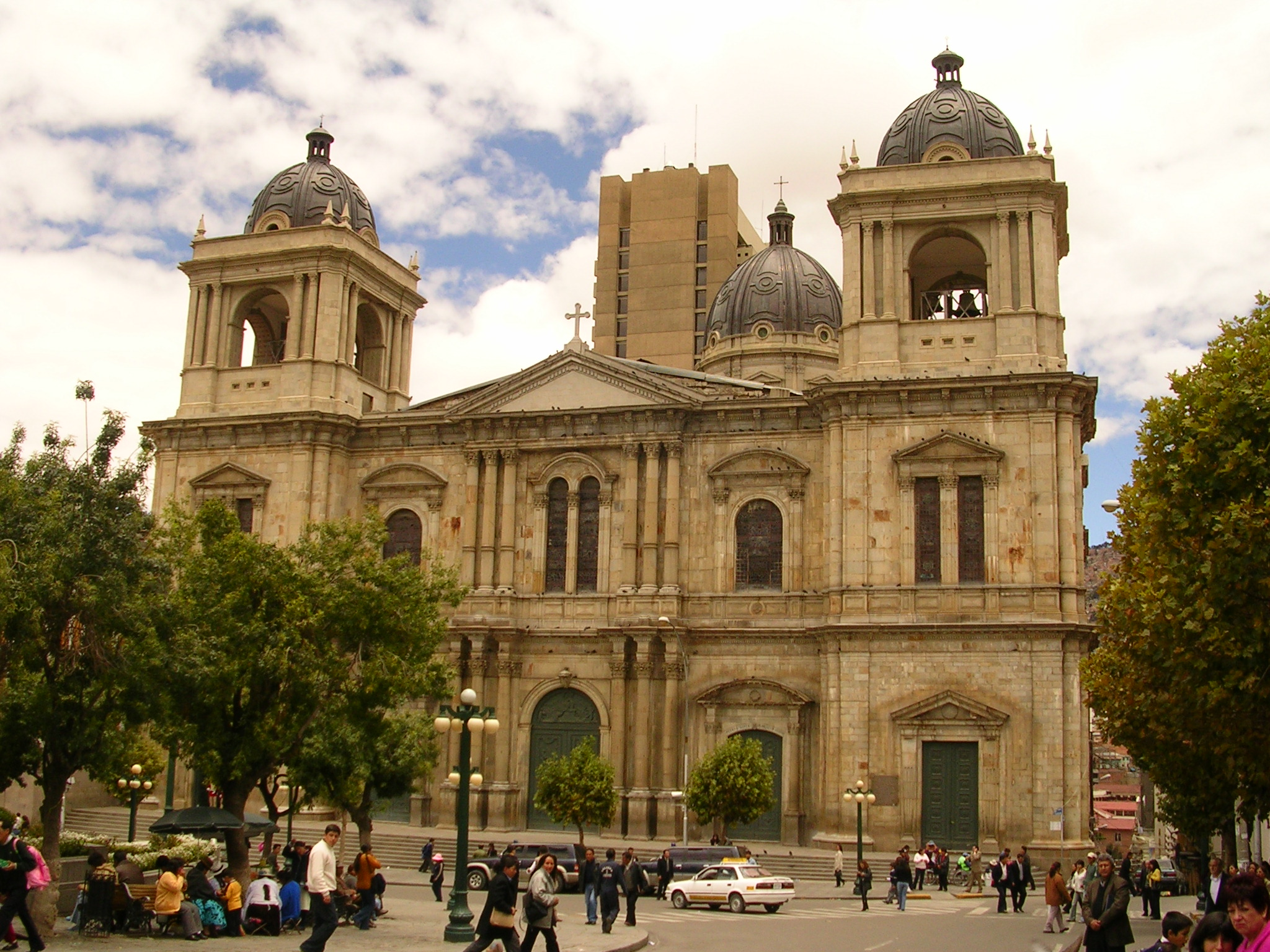
A katedrális
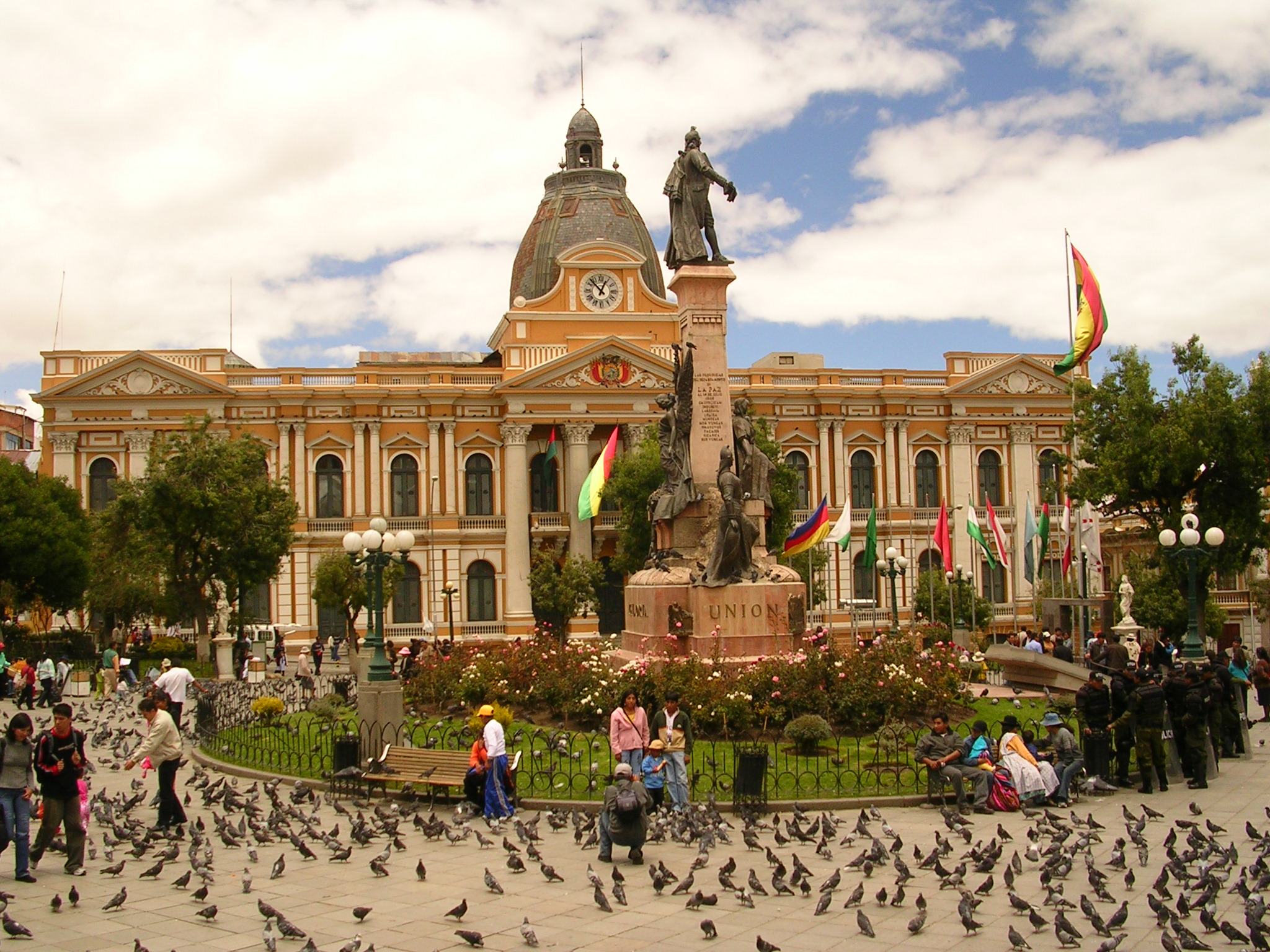
Plaza Murillo
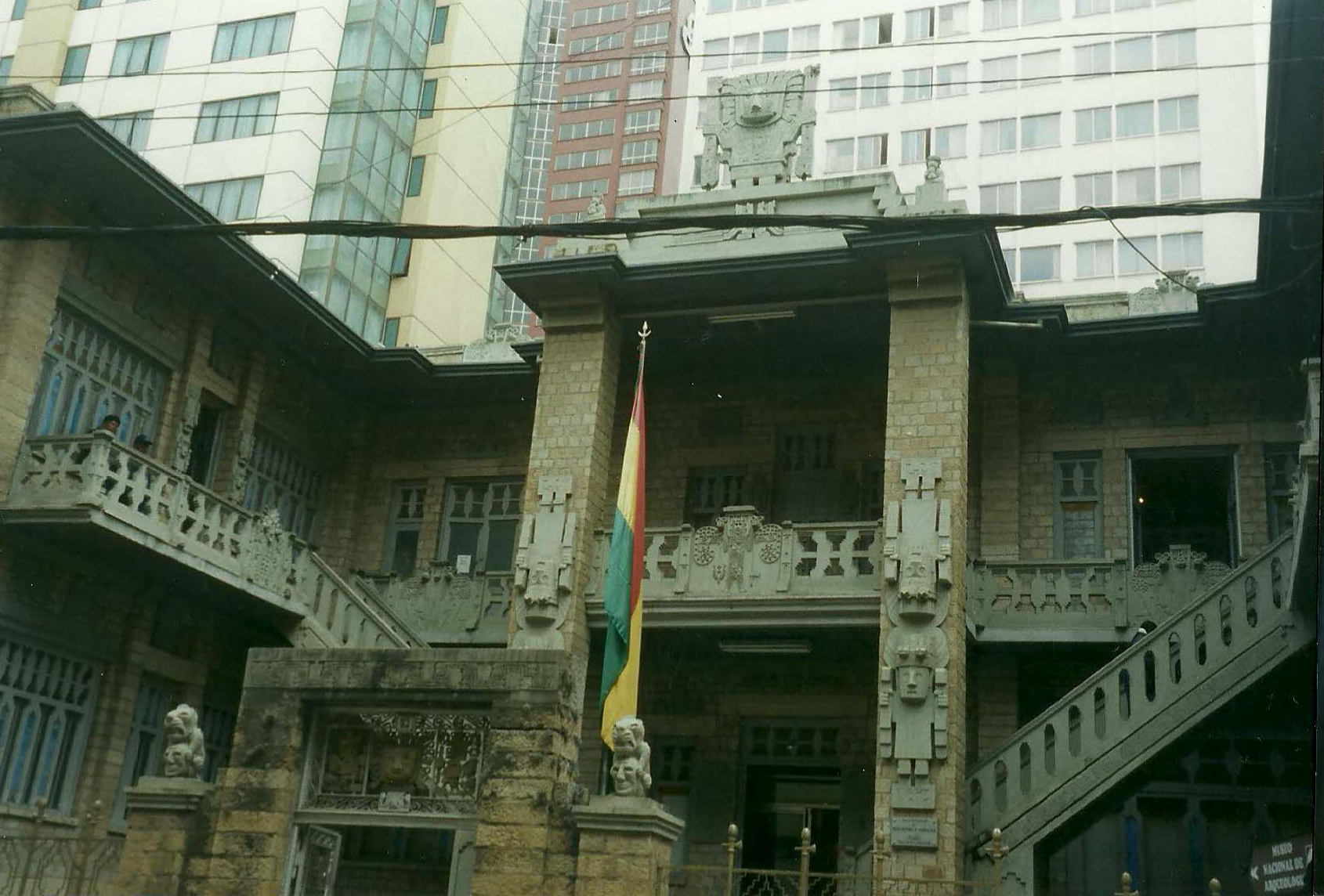
A Régészeti Múzeum
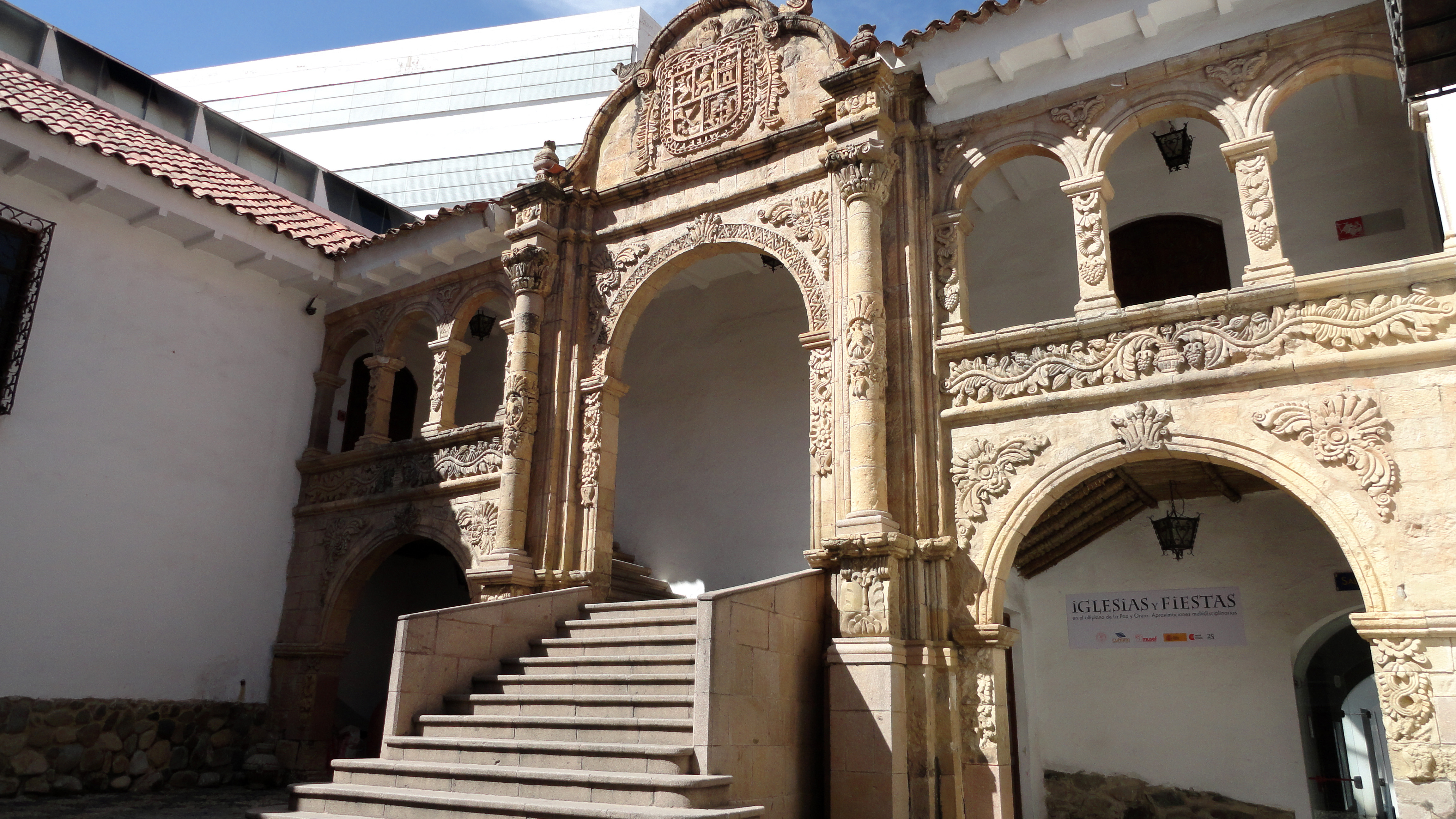
Villaverde márki palotája - Néprajzi Múzeum
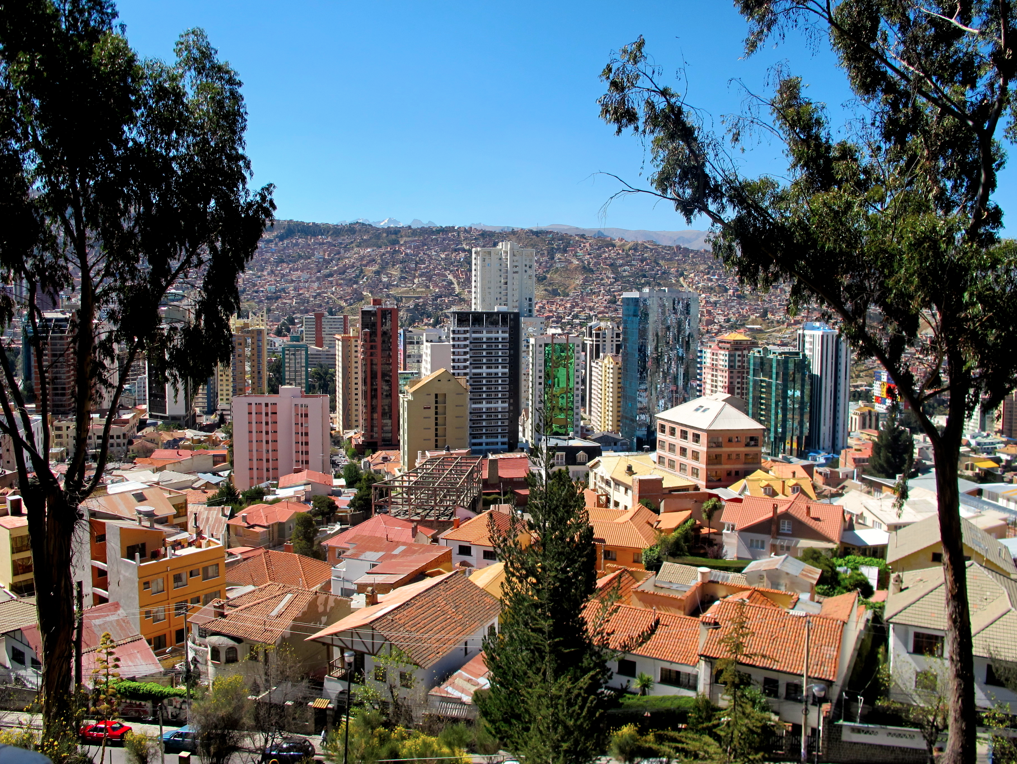
Barrio San Jorge
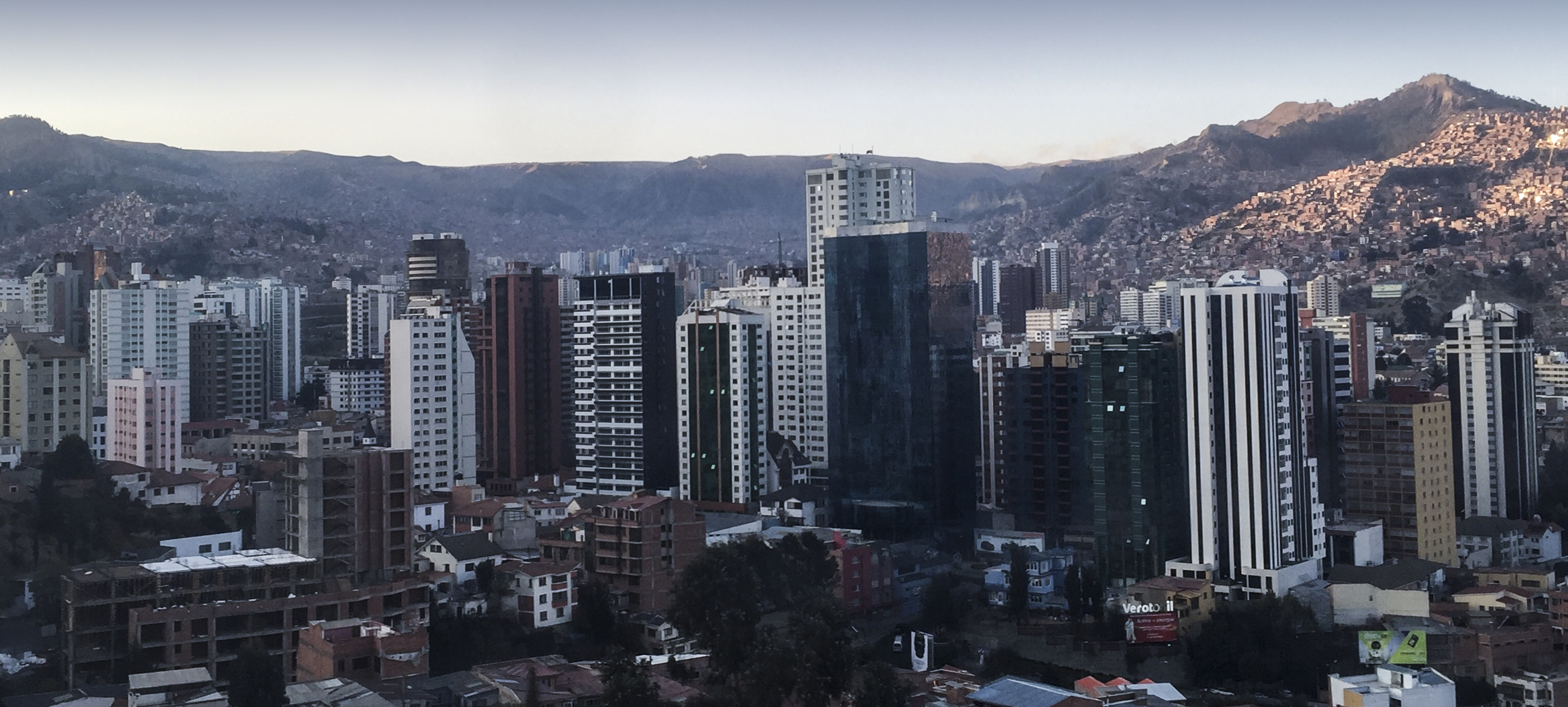
Sopopachi
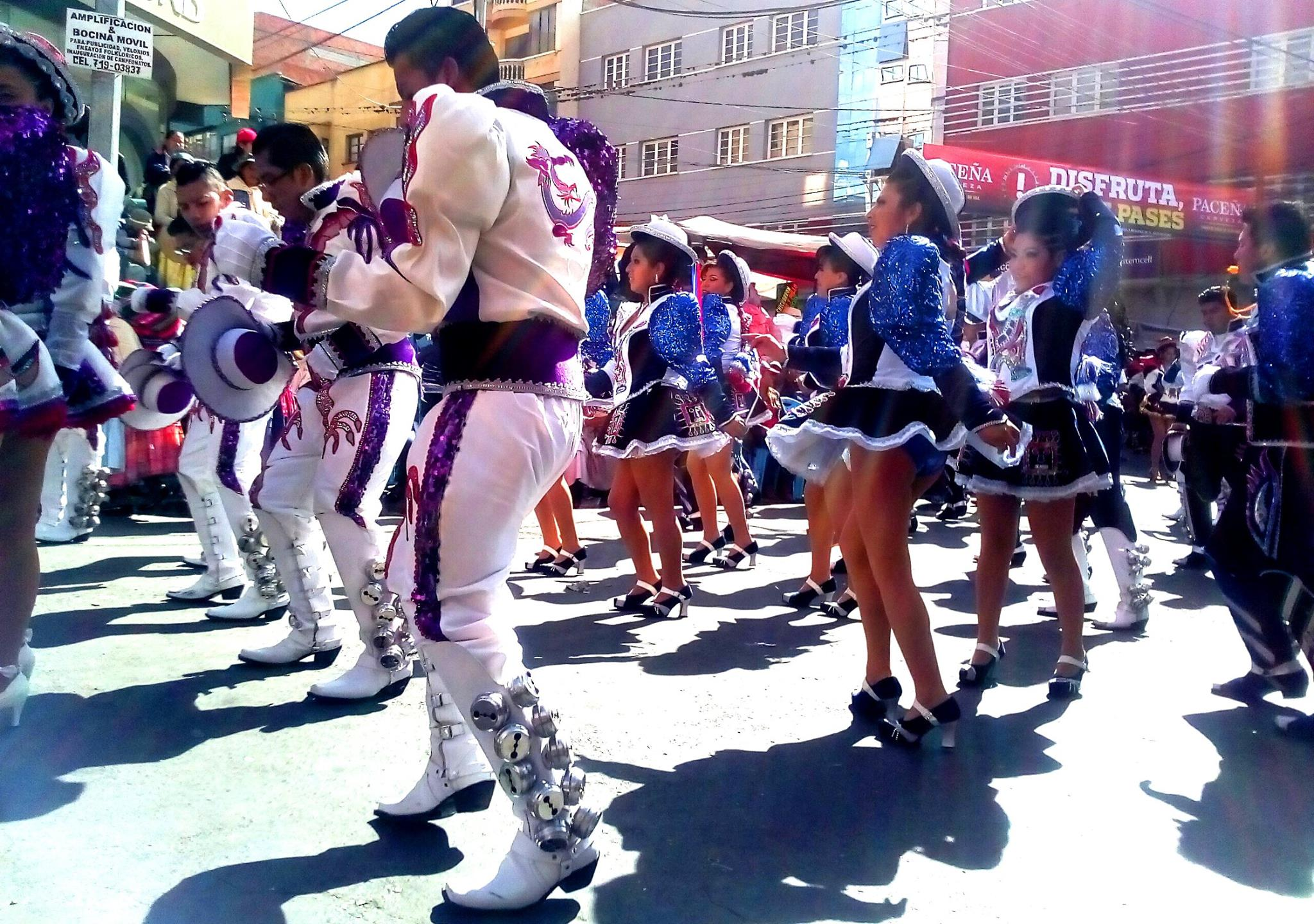
Fieszta
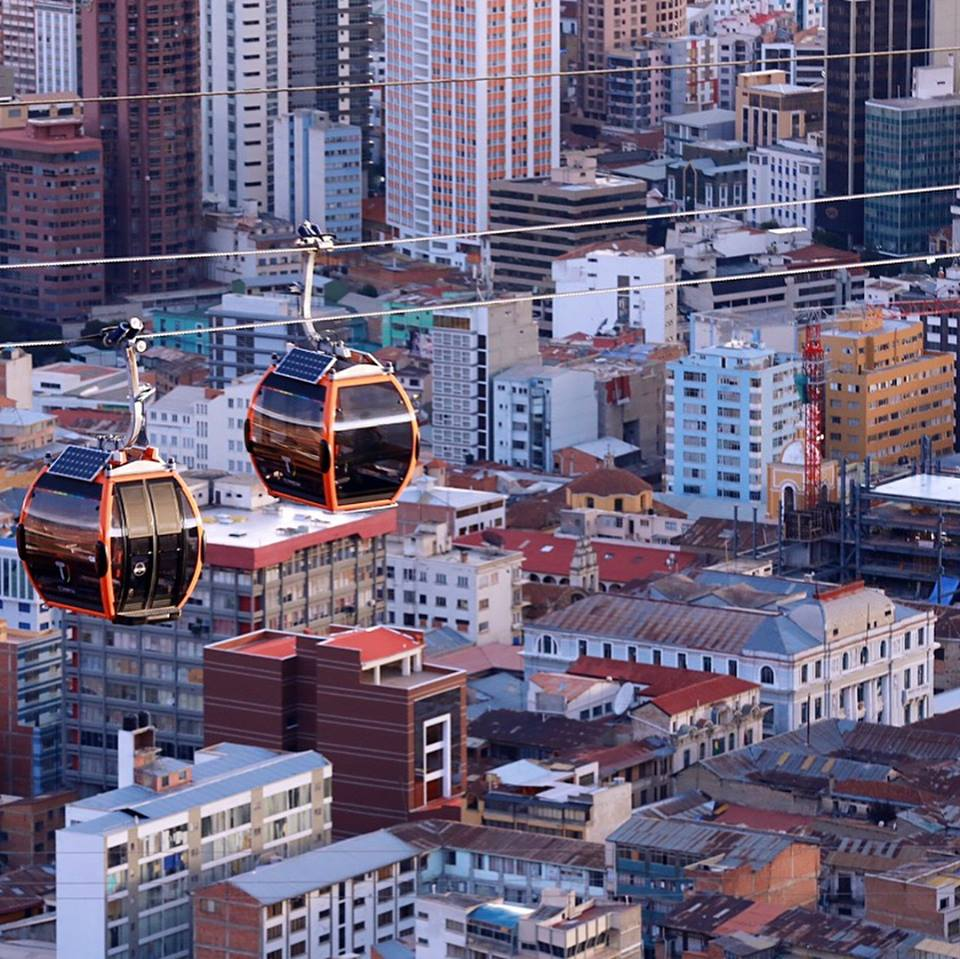
La Paz-i felvonó
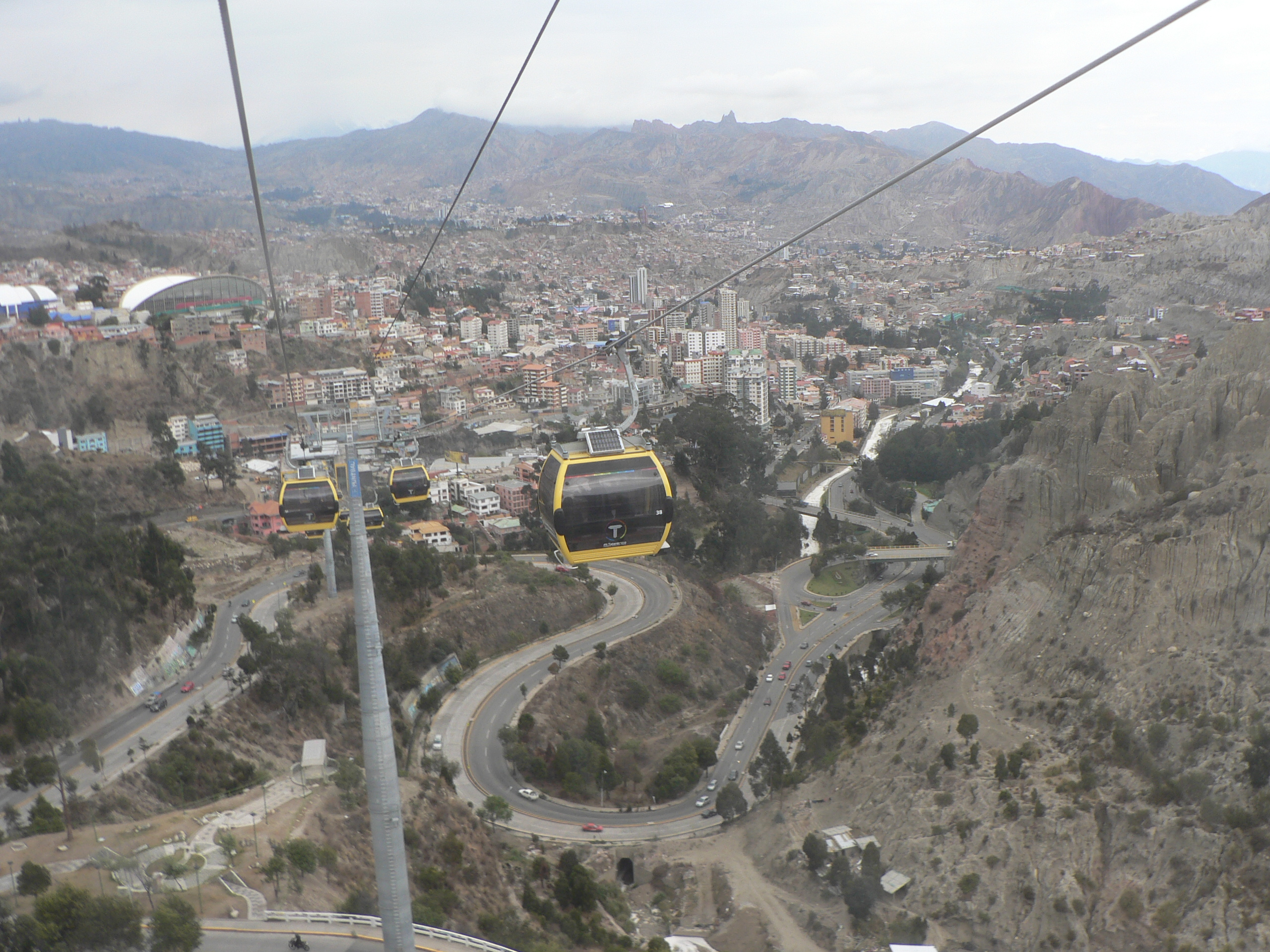
A felvonó városképpel
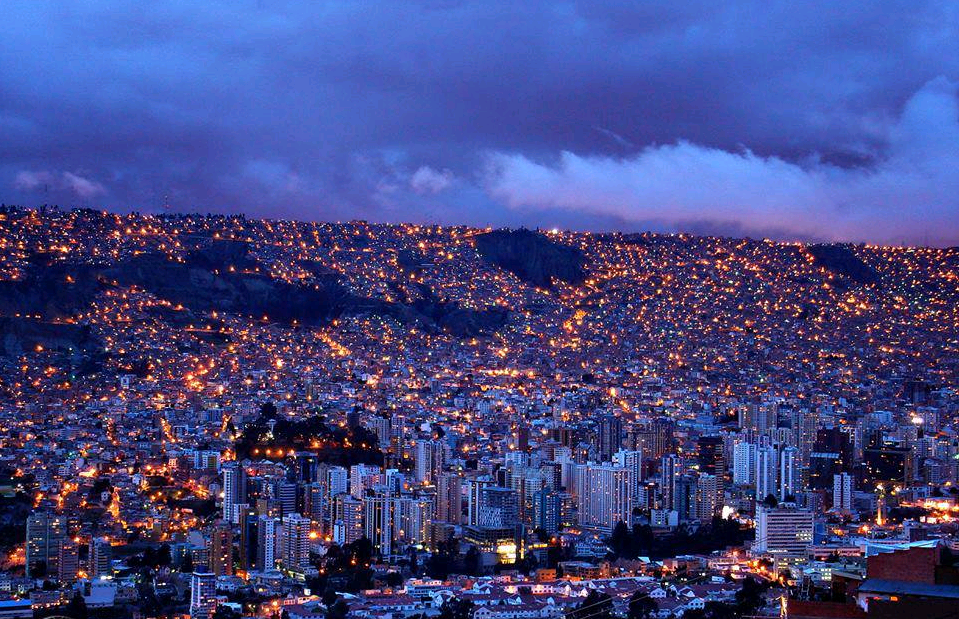
La Paz éjjel